# Casa de los Abarca (Salamanca)
La casa de los Álvarez Abarca de Salamanca (Castilla y León, España), también conocida como casa de los Doctores de la Reina, es un palacio torreado de estilo gótico y renacentista. Fue edificado en el siglo XVI para Fernán Álvarez Abarca, médico de los Reyes Católicos. Desde 1946 es la sede del Museo de Salamanca.
La casa fue construida entre finales del siglo XV y principios del siglo XVI y constituye un ejemplo del gótico florido con reminiscencias renacentistas. Se halla en la actual plazuela de Fray Luis de León, antiguamente conocida como atrio de San Agustín dado que en las proximidades se encontraba el convento agustiniano, destruido y vuelto a reconstruir hasta su desaparición tras la desamortización de Mendizábal.

## Contexto histórico del origen del edificio
En la Salamanca medieval se había formado una jerarquía laica y eclesiástica que se fue consolidando con el paso del tiempo. La formación de los concejos urbanos regía el gobierno municipal de cada núcleo poblacional mientras el obispo y los canónigos en sus cabildos catedralicios se repartían el control religioso de la población.
Ambos grupos de poder se aseguraban las rentas pertinentes para su subsistencia: la diócesis a través del diezmo y la apropiación de tierras (convirtiéndose en propietarios de señoríos) y el lado laico formando grupos dominantes que terminarán por configurar a través del linaje un grupo privilegiado bajo cuyo dominio se agrupan tierras y derechos, y el ejercicio del poder político.
Esta situación es la que hereda la Salamanca del siglo XV y la mayoría de España, constantes conflictos entre las diferentes familias y linajes nobiliarios, los conflictos con la monarquía y las luchas de bandas urbanas. En Salamanca se habían consolidado dos linajes enfrentados: el de los Enríquez y el de los Manzanos, pertenecientes a diferentes parroquias (de San Benito y de Santo Tomé).
El origen de esta contienda habría sido, siguiendo el razonamiento de M. Villar y Macias, la real provisión por la que el rey Enrique IV de Castilla confiscó los bienes de los Manzanos (autores del crimen contra los Enríquez) hacia 1464-65, por lo que se deduce que en esos años se inició el enfrentamiento, aunque no fueron los únicos protagonistas de la violencia, a ella se sumaban las oligarquías existentes en la época como los Maldonado, Solís, nieto…cuyos privilegios les permitían cualquier tipo de desmanes. Debemos destacar el papel que desempeñaron los clérigos en la pacificación y mediación de estos conflictos.
Estas turbulencias nobiliarias a las que la debilidad monárquica de la época no podía poner fin, hicieron que la arquitectura salmantina del momento estuviera salpicada de casas fortaleza.
A finales del siglo XV tuvo lugar un impulso arquitectónico importante. A ello contribuyó que los Reyes Católicos exigieran a sus funcionarios un título universitario, pasando por un proceso previo de estudios Generales: según la real cédula de 1493, cualquier secretario de estado, miembros de consejos o de los tribunales del reino debían tener obligatoriamente una formación universitaria. Este requisito colaboró al florecimiento de la Universidad de Salamanca, patente a finales del siglo XV y comienzos del siglo XVI a cuya llamada, y de la mano de la jerarquía eclesiástica, de las diferentes órdenes religiosas masculinas y femeninas construyeron sus colegios y conventos. Es la época en la que se decora la bóveda de la antigua biblioteca de la Universidad, con un programa astrológico, que se atribuyó a Fernando Gallego, aunque la autoría es dudosa, y del que solo se conserva una tercera parte, en la actualidad es conocida como el cielo de Salamanca.
A su sombra, los nobles e hidalgos se lanzan a la vorágine constructiva para adaptarse a los nuevos gustos estéticos en el que las casas y palacios, sin abandonar del todo los torreones, se abran a la ciudad. Las obras que comienzan en el siglo XV continúan en el siglo siguiente, poniendo de manifiesto la combinación de obras de carácter gótico con elementos renacentistas. Es una época de bonanza y ostentación.
Se levanta la Torre del Aire, palacio construido a fines del siglo XV que mantiene el carácter defensivo, la Casa de las Conchas, o la Torre del Clavero, la casa que nos ocupa de Álvarez Abarca (residencia de los doctores de los Reyes Católicos y de su hija Juana), la de María la Brava o los palacios de Montellano y Solís y otras que no nos han llegado.
En definitiva, siguiendo a José M.ª Monsalvo (1997), “Las torres, Palacios y casas fuertes que los caballeros salmantinos construyeron en Salamanca, aunque relacionadas también con disputas y banderías fueron sobre todo indicadores de prestigio de una casta triunfadora urbana…”.

## Los promotores
Se la conoce como la Casa de los Doctores de la Reina, ya que el promotor de su construcción, Fernando Álvarez Abarca, tuvo tal condición.
Fernando era hijo de Álvaro Sánchez Abarca, doctor de los Reyes Católicos (desde 1438 hasta 1468). Al cesar Álvaro se hace con el cargo su hijo Gabriel Álvarez Abarca que es sustituido por su hermano Fernando a su muerte en 1508, presuntamente por la peste que asoló estas tierras.
Fernando Álvarez Abarca, conocido como “el médico de la reina”,  estaba casado con Beatriz de Alcaraz, de cuyo matrimonio nació su hija Ana Abarca que se casó con Francisco Maldonado, ajusticiado el 24 de abril de 1521 por haberse levantado contra la corona de Castilla, en la llamada guerra de los comuneros.

## Descripción estilística de la casa
Fernando erigió este edificio a finales del siglo XV sobre los restos de otro anterior perteneciente a la misma familia. A pesar de que el primitivo edificio fue derribado, la fachada todavía presenta una de las ventanas originales, situada en la base de la torre. La historiografía se basa en que la técnica en la que fueron realizados los motivos ornamentales del dintel y de sus antepechos son anteriores por la forma en que fueron labradas respecto al resto de vanos de dicha fachada.
Los materiales empleados fueron en su mayoría, el tapial en toda su estructura salvo para la fachada, escalera o patio que se utilizó la piedra de Villamayor. Los techos de la galería principal debieron de ser de madera con elementos decorativos, al igual que las puertas y los suelos eran de ladrillos rojos.
La planta que se levanta sobre los restos de la antigua muestra una planimetría rectangular en la que destaca una torre cuya altura en origen era superior a la que podemos observar hoy en día, la cual terminaba en claraboyas (ornamentos) y pirámides (remates con motivos vegetales) sustentadas en la cornisa de la torre. En 1671, como consecuencia del sobrepeso de la torre, se ordena que sea rebajada en dos tramos y se cerrará con el tejado. El remate que actualmente tiene la torre corresponde a la reforma que se llevó a cabo en el año 1946.
En la fachada contigua a la torre se abre una puerta adintelada enmarcada por un alfiz, cuyos extremos se rematan con escudetes que contienen una flor de lis en un caso y en el otro, dos abarcas, alfiz que a su vez acoge los escudos nobiliarios de Los Alcaraz-Abarca.
En la fachada encima de la puerta se abren cuatro ventanas, todas ellas de factura renacentista en las que destaca su mayor tamaño frente a las góticas, permitiendo una mayor iluminación acorde a los tiempos y a la filosofía humanista donde se hacía gala de una mayor ostentación ornamental que refleja el poder de sus moradores.
En los extremos, vanos enmarcados con superposición de molduras. Los dinteles que las acompañan están ornamentados con hojas y cogollos abigarrados, destacando en la parte inferior dos pares de delfines enfrentados; encima frontones semicirculares, que remiten a la antigüedad clásica y enfatizan la simetría y la proporción, adornados con los escudos familiares sujetos por tenantes de ángeles alados.

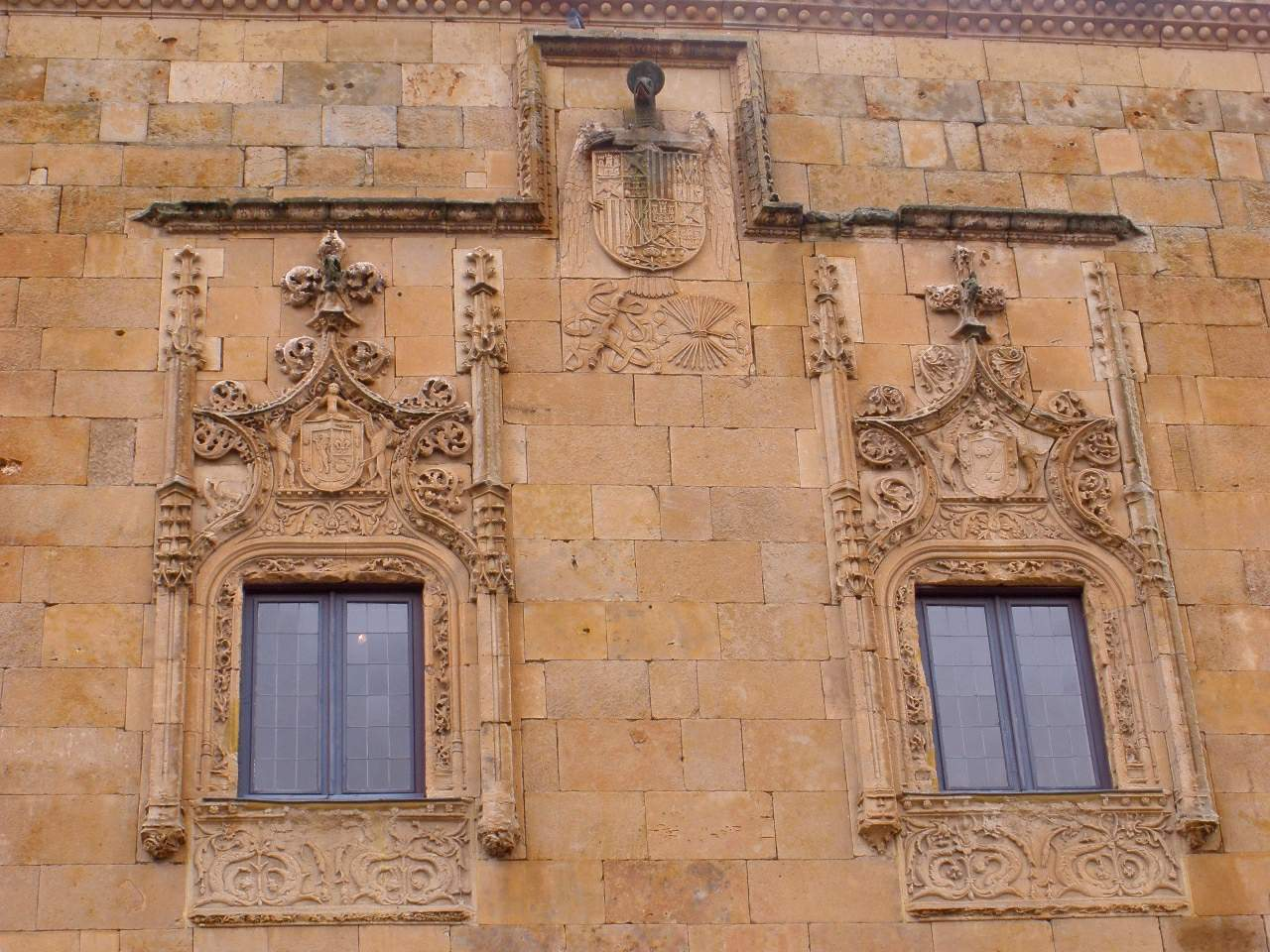
Vanos centrales de la fachada.

Los vanos centrales están debajo de un alfiz en cuyo quiebro aparece el escudo y las divisas de los Reyes Católicos, aludiendo al cargo que ostentaban los moradores de la vivienda como doctores de los reyes. Estas ventanas centrales están profusamente decoradas en las jambas, ambas enmarcadas por pilastras cuyas líneas potencian el sentido ascensional reminiscencia del arte gótico. Entre las agujas y encima de los vanos se enmarcan los escudos con la heráldica nobiliaria de la casa, sujetos por soportes de animales fantásticos coronados por un ángel en un caso y por hojas en otro, todo ello rodeados de arcos que imitan las nervaduras y rizadas hojas de cardo, denominadas cardina, que rematan en una cruz con la misma profusión decorativa. Los dinteles que soportan estas ventanas tienen la misma decoración que los extremos, de delfines enfrentados.

### Patio y estancias

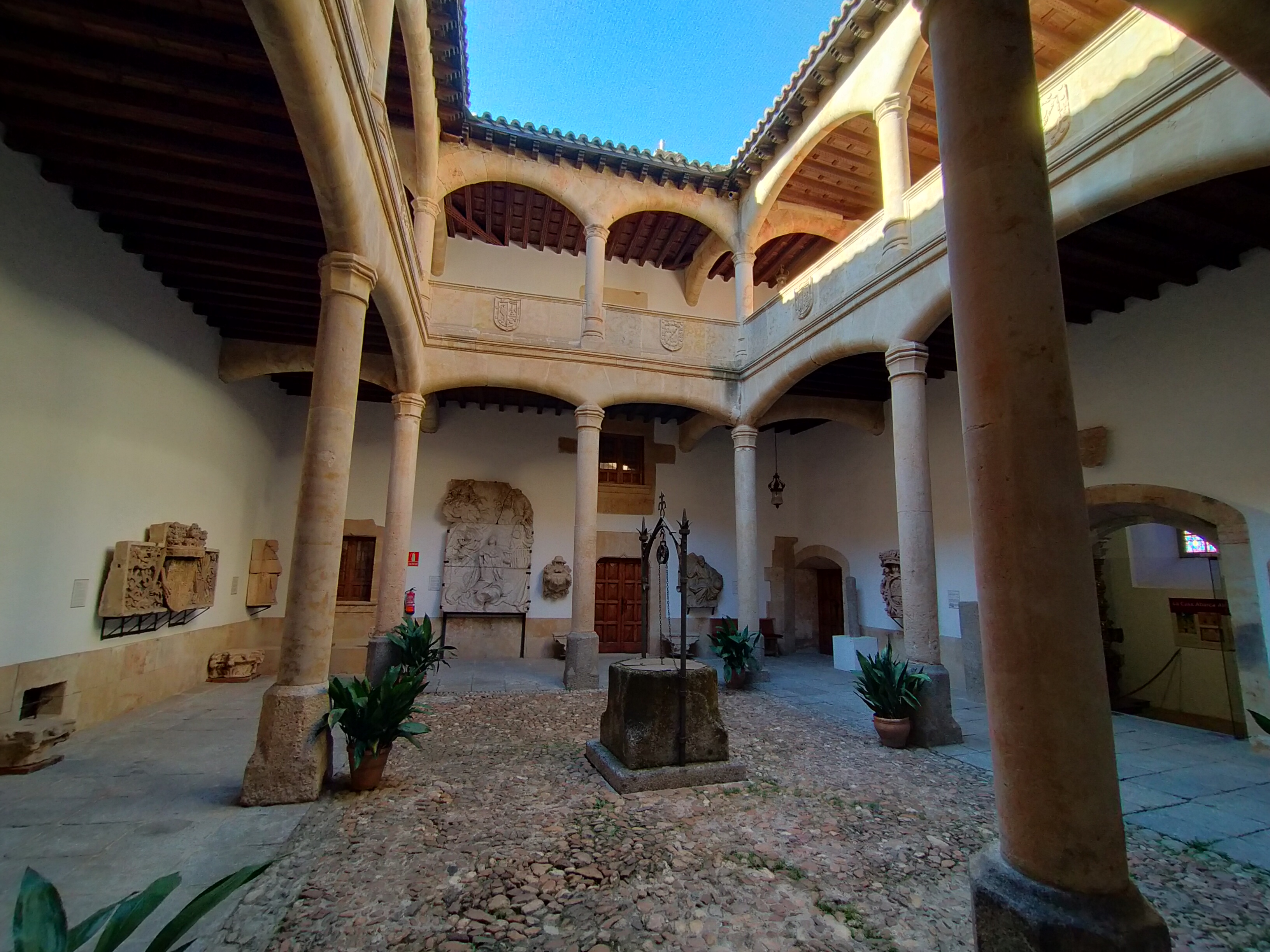
Patio.

La puerta que comunicaba el patio con la entrada de la calle estaba desalineada (característica propiamente mudéjar). El mismo estaba separado de la calle por un gran zaguán de forma trapezoidal, está columnado con basas ochavadas y capiteles poliédricos por los cuatro costados, soportando mediante arcos escarzanos una galería cuyo techo está compuesto por vigas de madera, y rematado a su vez con gárgolas (característica gótica) cuyas aguas vierten al centro de este.
Debajo de la galería, la planta baja despliega ventanales y aberturas de paso para los sótanos, bodegas, caballerizas y estancias para el servicio. Esta planta conecta con la galería superior mediante una gran escalera de tipo claustral con tres tramos, restaurada a finales del siglo XV. Está situada a un costado del patio, sustentada mediante dos arcos arbotantes, y era la escalera principal de la casa por la que acceden los dueños al piso superior; existían otros accesos que eran utilizados por la servidumbre.
La segunda galería se diferencia de la primera en que la superficie inferior del arco está más marcada y las barandillas son macizas.
En el primer piso o piso noble se hallaba el salón que daba a la fachada principal de la casa y estaba ligado al estatus de la familia: en él se recibía a las visitas y se usaba para actos sociales. Su decoración debía de reflejar la opulencia que afirmaba su posición social, pero también se valoraba la estética, se decoraba con tapices, frescos, muebles y otro tipo de objetos que no siempre tenían una utilidad práctica.
Las habitaciones privadas, cámaras y recámaras, estaban en la parte trasera que preservaba la intimidad de los nobles, estando decoradas probablemente con ricos tapices bordados y muebles lujosos; al lado de estas estancias había un baño.
La casa se complementa con una cocina, tres chimeneas, despensas, una bodega, un jardín y un pozo que está protegido por un brocal y que hoy en día sigue activo a pesar de su cierre por motivos de seguridad.
El Zaguán no estaba destinado para dejar el carruaje de Fernando, sino que era un habitáculo meramente decorativo. Para ello, construyeron las ya mencionadas caballerizas, por donde el médico de la reina entraba desde la Calle Traviesa.

## Restauraciones en elsigloXX

### Restauración de 1921
En 1921 se declara la casa de los Abarca monumento arquitectónico-artístico, lo que impulsó la restauración del patio y del zócalo exterior, cuyo estado en ese momento era deplorable y requería una intervención inmediata.

### Restauración de 1945
En 1942 es adquirida por la Universidad de Salamanca, para hacer una residencia universitaria, se autoriza su compra, siempre que acaten el reglamento de 16 de abril de 1936 sobre “ la conservación y defensa del Tesoro Artístico Nacional”, por el cual se condiciona y rechaza la reconstrucción, siendo necesario que para cualquier intervención en el inmueble cuente con la aprobación previa de la Junta Superior del Tesoro Artístico.
En 1945, de conformidad con el rectorado universitario, se solicita que se utilice la casa-palacio como Museo de Bellas Artes y que en las casas adyacentes se construyera el colegio universitario que llevara por nombre “Fray Luis de León”. El proyecto corrió a cargo del arquitecto Eusebio Calonge, arquitecto de la universidad, a propuesta del director del museo Fernando Íscar y el rector Esteban Madruga. Se estipulaba que las fincas 1 y 2 de la propiedad serían destinadas al museo y la 3 para el colegio mayor.
Las obras se llevaron a cabo desde febrero de 1946 hasta abril de 1947, destacando algunas ideas de la memoria presentada por Calonge que lleva por título “proyecto de reforma y adaptación de las casas núm. 1 y 2 de la plaza fray Luis de león para museo provincial de Salamanca”, por ejemplo:
• Limitar las obras a las indispensables de restauración para proteger el monumento histórico de la ciudad.
• Enumeración de las obras que se realizaran con el fin de mantener la transparencia y el respeto hacia la premisa de proteger los edificios.
• Se refiere al edificio con respeto, y se busca garantizar la conservación perfecta del mismo.
Estas ideas recuerdan los principios de la teoría de John Ruskin, basados en el respeto a los edificios como un ser vivo debiendo las obras de reducirse a la mínima intervención esencial, sin quitar ni poner nada nuevo.
En el interior del inmueble, durante la restauración se consolidan cimientos, forjados, tramos de escalera y la sustitución del alumbrado. En el exterior destacó la obra de cantería llevada a cabo en la fachada mostrando su belleza otra vez.
Esta restauración no sería la única, pero sí una de gran importancia ya que salvaría al edificio de su persistente deterioro que había sufrido a lo largo de los siglos.

### Restauración de 1970
En 1970 la Dirección General de Bellas Artes propone una reorganización de dicho museo. Para ello se propone una nueva intervención en el edificio al encontrarse nuevamente en mal estado, debido a problemas estructurales por el deterioro del material de construcción y la mala conservación del inmueble a lo largo de los siglos dado el costo económico que suponía para los propietarios anteriores, que no pudieron hacer frente a ellos.
Tras la aprobación del proyecto de restauración y acondicionamiento, este fue llevado a cabo por el arquitecto García Lozano, quien se encontró la obra con un estado deplorable, lo que suponía un peligro inminente para los trabajadores debido al riesgo de desplome.
El proyecto se basó en el respeto hacia la arquitectura de la época, pero con la adaptación al nuevo uso que se le daría, para albergar las exposiciones permanentes y temporales del Museo de Salamanca.
La planimetría renacentista de la vivienda permitía mantener un tránsito fluido por las diversas salas, habilitadas para albergar las obras. Solamente fueron acondicionadas con suficiente altura para albergar obras de gran tamaño y poder compensar la falta de luz natural mediante la tecnología moderna y especializada que requieren todos museos para la conservación de las piezas depositadas.
La obra de restauración requirió un estudio de los edificios que había en Salamanca en la época de su construcción, para respetar la estética y en lo posible lo original del mismo.
Las obras más importantes realizadas fueron:
- El patio se desmontó por completo, columnas incluidas, volviéndose a levantar.
- La parte trasera del edificio fue desmontada junto con el muro trasero y la nave que está pegada a él, reforzando todo el conjunto.
- Al llevar a cabo la cimentación, se encontró un sótano rectangular completamente cegado de tierra. Se excavó y limpió, cuidando también la arquería que se encontró.
- La fachada se consolidó interiormente con un muro de hormigón armado, aumentando su resistencia de la piedra exterior.
- Se reconstruyeron otros elementos como los suelos, balaustradas, techos, artesonados. Se añadió un artesonado del siglo XIV que se encontraba en el convento de las Dueñas, al ser vendido por estas al Museo.[15]

## Museo de Salamanca
Tras pasar por el convento de San Esteban, el Palacio de Anaya y las Escuelas Menores, en 1948 se trasladó el Museo de Salamanca a la Casa de los Abarca, donde permanece en la actualidad. En 1948, una carta dirigida al director del Museo de Zamora revela el estado del Museo de Salamanca y las dificultades a las que se enfrentaba. En ella, se explica el proceso de traslado de las piezas desde el patio de las Escuelas Menores a la adyacente Casa de los Abarca Maldonado, también conocida como la Casa de Álvarez Abarca, actual sede del museo.
En los años posteriores, Carlos Gutiérrez de Ceballos, antiguo alcalde de Salamanca asumió la dirección del museo en 1958, pero para 1959 consta en acta que la institución estaba sin director. En 1967, José María Roldán Hervás fue nombrado director provisional, posiblemente para supervisar el traslado de las colecciones a la Casa de las Conchas mientras se realizaban obras de restauración en el Palacio de los Álvarez Abarca.
El 17 de noviembre de 1969, Amelia Gallego Pérez fue nombrada directora del Museo de Salamanca, junto a César Roldán Hervás. Amelia Gallego, en sintonía con las tendencias renovadoras de los museos de los años 70, revitalizó el Patronato del museo y promovió un mayor compromiso con los artistas contemporáneos. Durante su gestión, se llevaron a cabo significativas reformas arquitectónicas: se reconstruyó el lado este del patio del museo, se renovaron las cubiertas y suelos, y se reorganizaron las salas de exposición con una distribución cronológica que en gran parte se mantiene hoy en día. Estas remodelaciones implicaron el fin de los talleres artísticos dentro del museo, los cuales habían sido un espacio para destacados artistas salmantinos como Habrido del Rey, González Ubierna, Soriano Montagut, y González Macías. Además, gallego logró abrir un nuevo acceso desde el Patio de Escuelas Mayores, conectando directamente el museo con el flujo turístico de la Universidad.
En 1976, Juan Carlos Elorza Guinea asumió la dirección del museo tras aprobar una oposición nacional, seguido en 1978 por Manuel Santonja Gómez, quien dirigió el museo durante 25 años. En este tiempo, se duplicó el espacio expositivo y en 1996 se inauguró un taller de restauración con personal especializado. También se implementó una política educativa y un programa anual de exposiciones, y se creó la Asociación de Amigos del Museo de Salamanca, que tuvo un papel esencial en el fortalecimiento del museo y la ciudad, especialmente antes de la Capitalidad Cultural de Salamanca en 2002. Entre 1980 y 1987, el museo participó en el primer inventario arqueológico sistemático de la provincia, cediendo la responsabilidad a la Junta de Castilla y León cuando esta asumió las competencias de patrimonio cultural en 1986. Ese mismo año, la gestión del museo fue transferida a la Comunidad Autónoma de Castilla y León, y se expandieron las colecciones etnográficas.
Tras la jubilación de Santonja en 2003, Rosario Pérez Martín asumió la dirección, seguida por Alberto Bescós Corral en 2006. Actualmente, el Museo de Salamanca se enfrenta a un nuevo contexto, en el que la oferta cultural de la ciudad es amplia y diversa. Esto plantea un desafío para los museos provinciales, cuyo modelo de gestión pública y bajo el Derecho Administrativo, resulta una rareza en un escenario donde predominan fundaciones e instituciones de carácter público-privado.
El museo alberga actualmente 262 cuadros y 12 esculturas, que son modestos vestigios de una colección mucho más amplia que sufrió graves daños durante la ocupación francesa y las vicisitudes posteriores.

## Heráldica de la casa y piezas en el museo
La Casa de los Abarca, con sus múltiples escudos heráldicos, simboliza la historia y nobleza de Salamanca. A través de sus armas, se trazan conexiones con otras familias y las influencias que han moldeado su legado. La heráldica refleja la identidad y narra los eventos históricos que han formado la comunidad a lo largo del tiempo, convirtiendo la casa en un testimonio de la evolución social y política de la región.
Es conocida como la casa de Abarca Maldonado, ya que la hija del doctor Fernán Álvarez Abarca se casó con el notable comunero Maldonado. Sin embargo, es esencial restituir el nombre auténtico que se deriva de los blasones que sus constructores, Abarca Alcaraz, deseaban esculpir en la fachada. Un estudio del edificio, realizado en 1966, confirma la información anterior y detalla las dificultades encontradas durante la restauración de la casa en 1970 para el Museo Provincial de Bellas Artes, donde se conservan obras de arte significativas. También se publican documentos sobre los propietarios y la historia de la vivienda.
En el ámbito de la arquitectura gótica final, conocida como isabelina o hispanoflamenca, la Casa de Abarca y Alcaraz destaca como una de las más relevantes de la época de los Reyes Católicos. Al compararla con la Casa de las Conchas, se observan características ornamentales más avanzadas que coexisten con elementos góticos, como los pináculos que flanquean las ventanas de la planta noble y el alfiz rectangular que enmarca las grandes dovelas de la puerta. En esta casa no se encuentran maineles recrucetados góticos en las ventanas, y los antepechos presentan un estilo renacentista. Esto contrasta con el diseño gótico de la Casa de don Rodrigo Maldonado, que reserva las innovaciones para el patio, exhibiendo un estilo italianizante que se extiende hasta los materiales de la segunda planta. En cambio, el estilo de esta casa es más sobrio, lo cual se hace evidente tras la restauración de 1966.
El doctor Fernán Álvarez Abarca, propietario de la casa, fue médico de Isabel I de Castilla y catedrático de Medicina en la universidad. Su hija, Ana, contrajo matrimonio con el comunero Francisco Maldonado, con quien tuvo dos hijos: Rodrigo Maldonado y Hernán Álvarez Abarca, lo que explica el nombre de la casa. De acuerdo con un testamento otorgado el 22 de julio de 1512 ante el escribano de su majestad cesárea, Pedro Villaverde, se establece que su esposa era doña Beatriz de Alcaraz. Esta información se corrobora en un pleito, donde don Francisco Golfín Calderón, conde de Oliva, y don Fernando Felipe de Rocaberti, conde de Peralada, discutían el 29 de septiembre de 1781 sobre la tenencia y posesión de los mayorazgos del doctor Hernán Álvarez Abarca, su esposa doña Beatriz de Alcaraz y su hija Ana.
Nuevas referencias sobre este matrimonio, que donó esta joya arquitectónica a Salamanca, se encuentran en los registros del convento de San Agustín. Según estos, el 3 de octubre de 1527, doña Beatriz de Alcaraz, el doctor Hernán Álvarez Abarca y su hija doña Ana recibieron un sitio debajo del coro para construir una capilla, descrita como una hermosa obra bien labrada. En esta capilla fue enterrado el padre M. Fray Gabriel Abarca, un hijo del convento que falleció en 1605, y se celebraban misas en la capellanía de doña Beatriz de Anaya, esposa del doctor Gabriel Álvarez Abarca, médico de sus altezas. La capilla, al ser un lugar de culto, no solo refleja la devoción de la familia, sino también su posición social y la importancia de la religión en la vida cotidiana de la época.
Los Abarca utilizan un escudo dorado que presenta una cadena que cruza el escudo por su parte central, con dos abarcas, un alta y otra baja, flanqueadas por roeles y adornadas con dos flores de lis. Estos blasones se exhiben en la fachada de la casa que más tarde mandaría construir el hijo de Hernán Álvarez Abarca en la plaza de San Agustín de Salamanca. También se menciona a doña Ana Javiera Calderón Vargas Camargo, VI condesa de Oliva, propietaria de los vínculos del doctor Hernán Álvarez Abarca y doña Beatriz de Alcaraz, fundados en Palencia el 28 de julio de 1522 ante Pedro Villaverde, y mediante codicilos en Salamanca el 1 de mayo y el 30 de agosto de 1526 ante Antón Medina. La documentación también menciona el mayorazgo de doña Ana de Abarca, viuda de Francisco Maldonado, establecido el 9 de febrero de 1547 ante Bartolomé Cañizo, en virtud de la facultad real concedida en Valladolid el 4 de marzo de 1542, refrendada por Juan de Molina.

### Armas de la familia Abarca
“En campo dorado, una cadena de plata en banda, con dos abarcas del mismo metal por encima y por debajo”.

### Armas de la familia Alcaraz
En campo azul, un león rampante de oro, con bordura azul que lleva cinco estrellas de oro alternando con cinco armiños de sable. En relación con los cuarteles del escudo, se observa el apellido Chuecos, vinculado con los Munueras y Garcías de Alcaraz, coincidiendo con las armas que se estudian. La heráldica de la familia se representa en escudos con forma gótica, cóncava y con bordes suavemente entrantes en la parte superior, donde los detalles son finos, especialmente en los eslabones de las cadenas. Esto refleja el nivel de habilidad de los artistas que diseñaron esta fachada, en línea con las portadas de la Catedral Nueva.

### Escudo de los Reyes Católicos
En la fachada de la casa también se observa el escudo de los reyes Isabel I de Castilla y Fernando II de Aragón, quienes jugaron un papel crucial en la unión de los diversos reinos de la península Ibérica. En estas armas, organizadas en cuarteles, se combinan los emblemas de ambos monarcas. Se puede identificar la corona de Castilla, que incluye el castillo y el león, junto a las armas de Aragón, que muestran los palos de gules sobre un fondo dorado. También se incluyen las insignias del Reino de las Dos Sicilias, vinculado a la Corona de Aragón desde el siglo XIII hasta el Tratado de Utrecht de 1713, así como las del Reino de Granada. El escudo está coronado por el águila de San Juan, con la particularidad de que su cabeza está orientada hacia el frente. En la Casa de los Abarca, el águila está nimbada. En la parte inferior del escudo aparecen el yugo y las flechas, símbolos característicos de estos reyes.